# Vladislav Frolov
Vladislav Frolov (Rusia, 25 de enero de 1980) es un atleta ruso, especialista en la prueba de 400 m en la que llegó a ser subcampeón europeo en 2006.

## Carrera deportiva
En el Campeonato Europeo de Atletismo de 2006 ganó la medalla de plata en los 400 metros, con un tiempo de 45.09 segundos, llegando a meta tras el francés Marc Raquil (oro con 45.02 s) y por delante de otro francés Leslie Djhone (bronce).